# Коже (ТВ серија)
Коже је југословенска телевизијска серија снимљена 1982. године у продукцији ТВ Сарајево.

## Радња
Серија описује живот у босанској касаби Штавник након Првог па све до краја Другог свјетског рата.
Главна личност серије је Адам Чабрић који након слома Аустроугарске бива распуштен из војске и долази у једну босанску касабу где се запошљава као радник у трговини хаџије Арифа Зејниловића.
Адем се покаже као вриједан и добар трговац, те га Ариф ожени својом болесном кћери Сафијом.

## Улоге
| Глумац                | Улога                            |
| --------------------- | -------------------------------- |
| Драган Јовичић        | Адем Чабрић (6 еп. 1982)         |
| Владо Керошевић       | Безбрига (6 еп. 1982)            |
| Нада Пани             | Серифа (6 еп. 1982)              |
| Зоран Радмиловић      | Адвокат др. Зачић (5 еп. 1982)   |
| Урош Крављача         | Осман Вилић (5 еп. 1982)         |
| Боро Милићевић        | Сафет-бег (5 еп. 1982)           |
| Ибро Карић            | (5 еп. 1982)                     |
| Владо Милосављевић    | (5 еп. 1982)                     |
| Миодраг Мики Крстовић | Јуре (5 еп. 1982)                |
| Тахир Никшић          | Изет (5 еп. 1982)                |
| Хранислав Рашић       | (4 еп. 1982)                     |
| Ранко Гучевац         | Кафеџија (4 еп. 1982)            |
| Тони Пехар            | Бошко (4 еп. 1982)               |
| Јорданчо Чевревски    | Осмица (4 еп. 1982)              |
| Жарко Мијатовић       | Иван, крчмар (4 еп. 1982)        |
| Вера Чукић            | Софија (3 еп. 1982)              |
| Фарук Задић           | Надзорник Јусуф-ага (3 еп. 1982) |
| Зијах Соколовић       | Гњида (3 еп. 1982)               |
| Радмила Прајнингер    | Зорица (3 еп. 1982)              |

 Остале улоге ▼
| Глумац                 | Улога                                 |
| ---------------------- | ------------------------------------- |
| Предраг Јокановић      | (3 еп. 1982)                          |
| Андреја Маричић        | Адемов син Ариф (3 еп. 1982)          |
| Бора Ненић             | Салкан (3 еп. 1982)                   |
| Рејхан Демирџић        | Хаџија Ариф (2 еп. 1982)              |
| Соња Савић             | Сафија (2 еп. 1982)                   |
| Ивица Кукић            | Хасан (2 еп. 1982)                    |
| Руди Алвађ             | Фратар (2 еп. 1982)                   |
| Здравко Биоградлија    | Котарски предстојник (2 еп. 1982)     |
| Фадил Каруп            | Усташа Ћело (2 еп. 1982)              |
| Дана Курбалија         | (2 еп. 1982)                          |
| Рамиз Секић            | Рохман (2 еп. 1982)                   |
| Александар Сибиновић   | Начелник (2 еп. 1982)                 |
| Гордана Шувак          | Шамија (2 еп. 1982)                   |
| Миленко Видовић        | (2 еп. 1982)                          |
| Миралем Зупчевић       | Др Енвер Лаловић (2 еп. 1982)         |
| Зоран Бечић            | (1 еп. 1982)                          |
| Аднан Палангић         | Аустроугарски каплар (1 еп. 1982)     |
| Ђорђе Пура             | Рањеник у војној болници (1 еп. 1982) |
| Перица Влајковић       | (1 еп. 1982)                          |
| Миливоје Поповић Мавид | (1 еп. 1982)                          |
| Звонко Марковић        | (1 еп. 1982)                          |
| Заим Музаферија        | Трговац кожама (1 еп. 1982)           |
| Сериф Аљић             | (1 еп. 1982)                          |
| Миодраг Трифунов       | (1 еп. 1982)                          |
| Ибро Демировић         | (1 еп. 1982)                          |
| Вилма Михаљевић        | (1 еп. 1982)                          |
| Деметер Битенц         | Хауптман (1 еп. 1982)                 |
| Миодраг Брезо          | Курир (1 еп. 1982)                    |
| Павле Илић             | (1 еп. 1982)                          |
| Љубица Карачић         | (1 еп. 1982)                          |
| Звонко Карачић         | (1 еп. 1982)                          |
| Јозо Лепетић           | (1 еп. 1982)                          |
| Неџад Максумић         | (1 еп. 1982)                          |
| Славко Михачевић       | (1 еп. 1982)                          |
| Мишо Микетић           | (1 еп. 1982)                          |
| Мића Митровић          | (1 еп. 1982)                          |
| Перо Мојас             | (1 еп. 1982)                          |
| Весна Пшеничник Њирић  | (1 еп. 1982)                          |
| Анђелко Шаренац        | (1 еп. 1982)                          |
| Зоран Симоновић        | (1 еп. 1982)                          |
| Мирза Тановић          | (1 еп. 1982)                          |
| Бехија Топчић          | (1 еп. 1982)                          |
| Динка Зекић            | (1 еп. 1982)                          |

Комплетна ТВ екипа ▼
| Редитељ                   | Александар Јевђевић  | (6 еп. 1982)                        |
| Сценариста                | Хамза Хумо           | (6 еп. 1982)                        |
| Сценариста                | Александар Јевђевић  | (6 еп. 1982)                        |
| Сценариста                | Урош Ковачевић       | (2 еп. 1982)                        |
| Композитор                | Војин Комадина       | (6 еп. 1982)                        |
| Директор фотографије      | Мустафа Мустафић     | (6 еп. 1982)                        |
| Сценограф                 | Кемал Хрустановић    | (6 еп. 1982)                        |
| Костимограф               | Дивна Јовановић      | (6 еп. 1982)                        |
| Одсек за шминку           | Елизабета Мехић      | асистент шминкера (6 еп. 1982)      |
| Одсек за шминку           | Шукрија Шаркић       | шминкер (6 еп. 1982)                |
| Одсек за шминку           | Весна Трогранциц     | ассистант шминкера (6 еп. 1982)     |
| Одсек за шминку           | Соња Зечевић         | шминкер (6 еп. 1982)                |
| Менаџер продукције        | Раде Бојат           | вођа снимања (6 еп. 1982)           |
| Менаџер продукције        | Перо Бурић           | вођа снимања (6 еп. 1982)           |
| Менаџер продукције        | Чедомир Љубиша       | организатор (6 еп. 1982)            |
| Менаџер продукције        | Пјер Мајхровски      | директор филма (6 еп. 1982)         |
| Помоћник режије           | Светолик Маричић     | први помоћник редитеља (6 еп. 1982) |
| Одсек за звук             | Мартон Јанков Томица | микроман (6 еп. 1982)               |
| Одсек за звук             | Љубомир Петек        | тонска обрада (6 еп. 1982)          |
| Одсек за звук             | Иван Закић           | тон мајстор (6 еп. 1982)            |
| Специјални ефекти         | Влатко Милићевић     | пиротехничар (6 еп. 1982)           |
| Одсек за камеру и расвету | Рудолф Белингер      | шарфер (6 еп. 1982)                 |
| Одсек за камеру и расвету | Зоран Јолић          | пратилац камере (6 еп. 1982)        |
| Одсек за камеру и расвету | Левко Мојсовски      | шарфер (6 еп. 1982)                 |
| Одсек за костим           | Олга Шкоробац        | гардеробер (6 еп. 1982)             |
| Остала екипа              | Даринка Петек        | секретар режије (6 еп. 1982)        |